# Вила Панчо (Тексас)
Вила Панчо (енгл. Villa Pancho) насељено је место без административног статуса у америчкој савезној држави Тексас.

## Демографија
По попису из 2010. године број становника је 788, што је 402 (104,1%) становника више него 2000. године.
| Група             | 2000.       | 2010.       |
| Белци             | 18 (4,7%)   | 28 (3,6%)   |
| Афроамериканци    | 0 (0,0%)    | 2 (0,3%)    |
| Азијати           | 0 (0,0%)    | 0 (0,0%)    |
| Хиспаноамериканци | 367 (95,1%) | 759 (96,3%) |
| Укупно            | 386         | 788         |